# Congresso Nazionale Forense
Il Congresso Nazionale Forense (CNF) è la massima assise dell'avvocatura italiana ed ha il compito di trattare e formulare proposte sui temi della giustizia e della tutela dei diritti fondamentali dei cittadini, nonché le questioni che riguardano la professione forense. 
Il Congresso è infatti l'assise in cui confluiscono attraverso un processo elettorale, mediante la votazione di delegati in tutti i fori, le istituzioni ed associazioni forensi e i singoli avvocati: durante il congresso vi è il confronto pubblico dell'avvocatura su tutti i temi più importanti della giustizia e della professione. 
Il Congresso è convocato dal Consiglio Nazionale Forense almeno ogni tre anni. 
La sua istituzione è riconosciuta con legge dello Stato e fonda la legittimazione democratica delle scelte dell'Avvocatura ivi rappresentata.
È infatti previsto dall'art.39 della legge 247/2012:
- 1. Il Consiglio Nazionale Forense convoca il congresso nazionale forense almeno ogni tre anni.
- 2. Il Congresso Nazionale Forense è la massima assise dell'avvocatura italiana nel rispetto dell'identità e dell'autonomia di ciascuna delle sue componenti associative.  Tratta e formula proposte sui temi della giustizia e della tutela dei diritti fondamentali dei cittadini, nonché le questioni che riguardano la professione forense.
- 3. Il Congresso Nazionale Forense delibera autonomamente le proprie norme regolamentari e statutarie, ed elegge l'organismo chiamato a dare attuazione ai suoi deliberati.

## Statuto
A partire dal Congresso Nazionale Forense di Trieste – Grado del 1997 è stata prevista nello Statuto la costituzione del Congresso attraverso i delegati di ciascun ordine forense ed elezione degli stessi in assemblee generali dei consigli degli ordini degli avvocati di ciascun circondario di tribunale;
Lo Statuto Congressuale, nel suo testo vigente dal Congresso di Bari 2012, prevede espressamente che:
- art. 1 il Congresso Nazionale Forense è "l'assemblea generale dell'Avvocatura italiana" e rappresenta il "momento di confluenza di tutte le sue componenti”;
- art. 2: “il Consiglio Nazionale Forense e l'Organismo Unitario, nell'ambito delle rispettive competenze, realizzano gli indirizzi deliberati dal Congresso”.
- art. 3: “il Congresso è costituito oltre che dai Presidenti dei Consigli dell'Ordine, dai Delegati di ciascun Ordine eletti, con criterio proporzionale e con espressione di voto limitato, dagli avvocati iscritti negli albi e negli elenchi annessi”.

## Organizzazione
Il Comitato Organizzatore del Congresso ha il compito provvedere alla gestione dell'evento ed è presieduto dal Presidente del Consiglio Nazionale Forense, ha sede presso l'Organismo Unitario ed è composto da:
- a. il Presidente ed i componenti dell'Ufficio di presidenza del Consiglio Nazionale Forense;
- b. il Presidente ed i componenti della Giunta dell'Organismo Unitario;
- c. il Presidente ed i componenti del Consiglio di Amministrazione della Cassa di Previdenza ed Assistenza Forense;
- d. i Presidenti dei Consigli degli Ordini Distrettuali, i rappresentanti delle Associazioni Forensi maggiormente rappresentative, come tali riconosciute in sede congressuale.

I lavori del Congresso si aprono con le relazioni introduttiva del Presidente del Consiglio Nazionale Forense e politica e programmatica del Presidente dell'Organismo Unitario. Nel corso dei lavori congressuali il Presidente della Cassa Nazionale di Previdenza ed Assistenza Forense svolge una relazione illustrativa sull'attività e le prospettive dell'Ente.
Il Congresso termina i propri lavori:
- con l'approvazione delle mozioni che stabiliscono gli indirizzi e gli obiettivi da perseguire da parte di CNF e OUA;
- con la proclamazione dei componenti dell'Assemblea dell'Organismo Unitario eletti in sede congressuale;
- con le determinazioni in ordine alla risorse finanziarie.

## Partecipazione
Partecipano al Congresso Nazionale Forense, con diritto di voto, i Presidenti dei Consigli degli Ordini ed i Delegati eletti dalle assemblee degli iscritti.
Non è ammesso il voto per delega.
Possono partecipare, ma senza diritto di voto, tutti gli avvocati ed i praticanti che si iscrivono al Congresso.

## Delibere Congressuali
Nel corso del XXXII Congresso di Venezia 4 mozioni delle complessive 40 approvatei  dall'assemblea congressuale hanno chiesto di dare miglior tutela ed attenzione al   Patrocinio a spese dello stato a fronte di una minor diffusione nel territorio italiano dell'istituto rispetto a quanto risulta negli altri paesi europei per come documentato nel CEPEJ.
Invece 2 mozioni hanno chiesto di sostenere il percorso legislativo per ammettere la gestione degli studi legali sotto forma societaria, limitando l'ingresso alla compagine sociale ai soli iscritti all'ordine.
Nel corso del precedente XXXI di Bari era stata chiesta la piena deducibilita delle spese legali nella dichiarazione dei redditi degli assistiti.